# Hentetrakontan
Hentetrakontan (CH3(CH2)39CH3) (sumární vzorec C41H84) je uhlovodík patřící mezi alkany, má 41 uhlíkových atomů v molekule.